# 주사 (관직)
주사(主事)는 한국과 중국의 과거 관직이다
한국에서는 고려의 관청에서 실무를 담당한 서리(胥吏) 중 최고직이었으며, 조선에서는 함경도와 평안도의 고을에 둔 향리직으로 존재했다.